# Orsolobus singularis
Orsolobus singularis là một loài nhện trong họ Orsolobidae.
Loài này thuộc chi Orsolobus. Orsolobus singularis được miêu tả năm 1849 bởi Nicolet.